# Cephalops vittipes
Cephalops vittipes är en tvåvingeart som först beskrevs av Zetterstedt 1844.  Cephalops vittipes ingår i släktet Cephalops och familjen ögonflugor.
Artens utbredningsområde är Sverige. Arten är reproducerande i Sverige. Inga underarter finns listade i Catalogue of Life.